# Valserhône
Valserhône é uma comuna francesa na região administrativa da Auvérnia-Ródano-Alpes, no departamento de Ain. Estende-se por uma área de 62.54 km². Em 2010 a comuna tinha 16 800 habitantes (densidade: 268,6 hab./km²).
Foi criada em 1 de janeiro de 2019, a partir da fusão das antigas comunas de Bellegarde-sur-Valserine, Châtillon-en-Michaille e Lancrans.